# El Temple (Valencia)

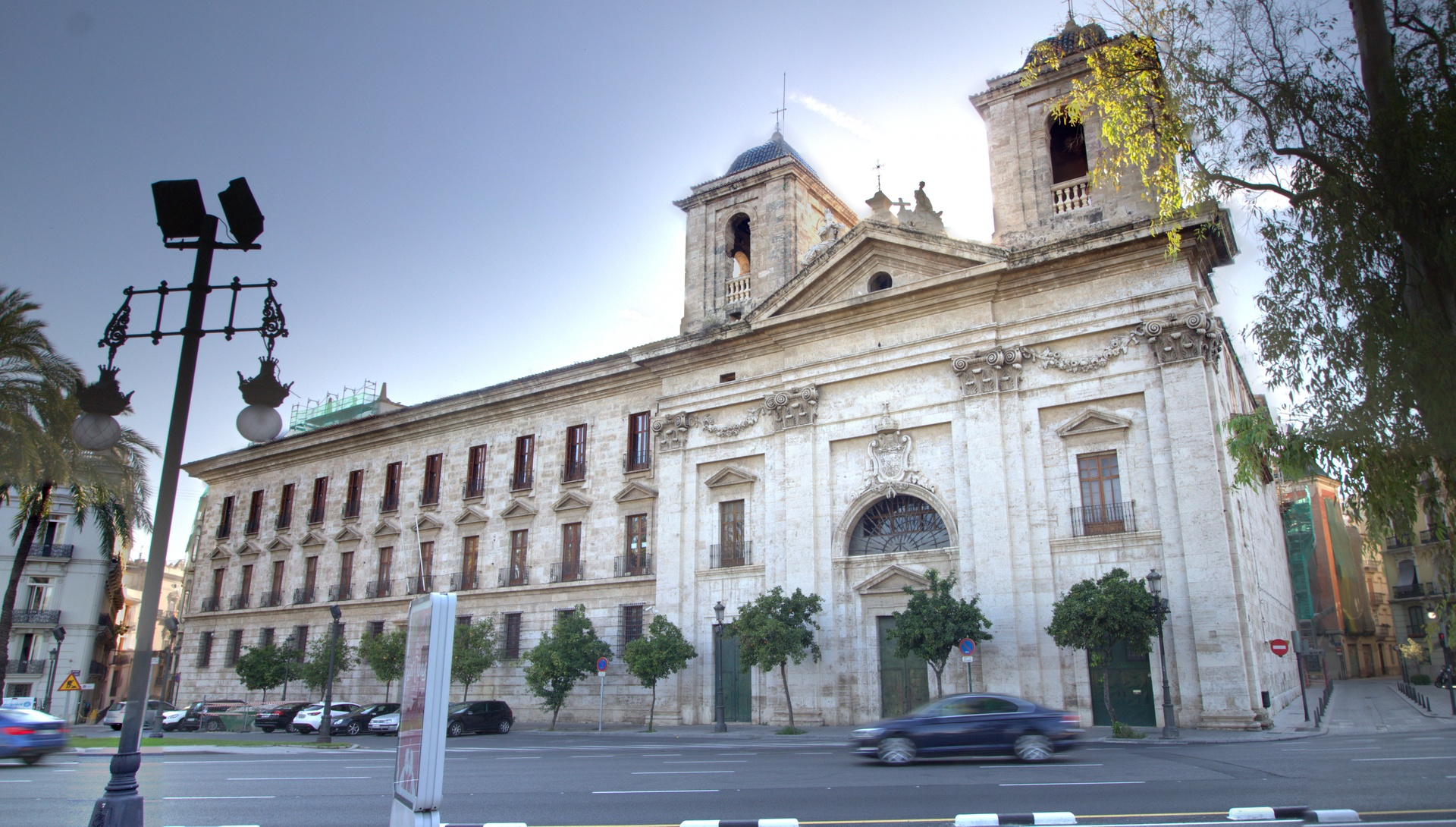
El Temple in Valencia

Iglesia y palacio del Temple (Kirche und Palast des Temple), kurz El Temple, liegen in Valencia an der Plaza del Temple, ein zusammenhängender Bau für den ehemaligen Konvent, das Kolleg und die Kirche des Montesaordens. Der Name geht auf das vorige Kloster des Templerordens zurück. Heute dient das Gebäude als lokaler Sitz der spanischen Regierung (Delegació del Govern).
Der Palast im klassizistischen Stil wurde von 1761 bis 1770 durch König Karl III. gebaut, nachdem ein Erdbeben das vorige Kloster zerstört hatte. Der Architekt war Miguel Fernández, beeinflusst von seinem Lehrer Francesco Sabatini (1722–1797). 
Die Fassade des Palastes ist von großer Nüchternheit, mit dreieckigen Giebeln über den Fenstern des Erdgeschosses ganz ohne Säulen und Pilaster. Auch der Innenhof zeigt die gleiche Robustheit mit Arkaden im Erdgeschoss und Balkonen in den höheren Stockwerken.
Die dreischiffige Kirche wird von der Fassade mit zwei Türmen und einem großen dreieckigen Giebel beherrscht. Im Inneren sind Malereien von Filippo Fontana zu sehen.